# Typhonium gracile
Typhonium gracile är en kallaväxtart som först beskrevs av William Roxburgh, och fick sitt nu gällande namn av Heinrich Wilhelm Schott. Typhonium gracile ingår i släktet Typhonium och familjen kallaväxter. Inga underarter finns listade.